# Generativní umělá inteligence

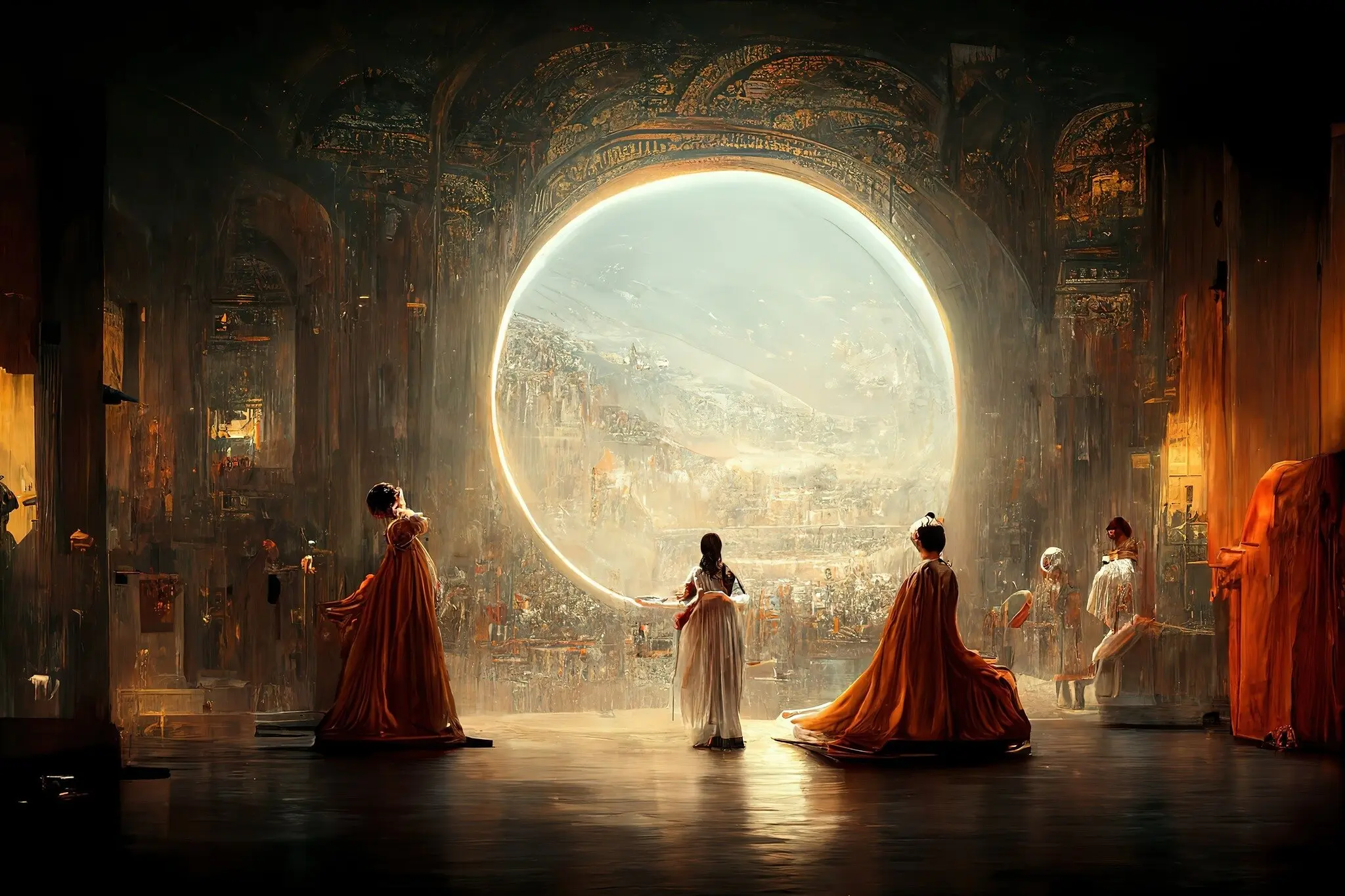
Théâtre D'opéra Spatial, obrázek vytvořený pomocí generativní umělé inteligence

Generativní umělá inteligence (anglicky generative artificial intelligence – zkráceně GenAI, nebo GAI) je umělá inteligence schopná generovat text, obrázky, videa nebo jiná data pomocí generativních modelů, často v reakci na výzvy (hlasový prompt nebo příkazový řádek).
Generativní modely umělé inteligence se učí vzorce a strukturu svých vstupních trénovacích dat a poté generují nová data, která mají podobné vlastnosti.
Generativní umělá inteligence může být buď
- unimodální
- multimodální

Unimodální systémy přijímají pouze jeden typ vstupu. Zatímco multimodální systémy mohou přijímat více typů vstupů. Kromě textu může přijímat i soubory, kód, videa, obrázky či zvuk. Stejně tak mohou mít i multimodální výstupy.
Vylepšení hlubokých neuronových sítí, zejména velkých jazykových modelů (LLM), umožnily ke konci roku 2022 veliký rozvoj generativních systémů umělé inteligence.
- Chatboti, kteří původně odpovídali jen textově, postupně do sebe zakomponovaly multimodální výstupy v podobě tvorby obrazů: ChatGPT, Copilot, Gemini, Claude, Grok, LLaMA a další.
- Systémy pro generování obrázků s umělou inteligencí typu text-to-image, jako jsou Stable Diffusion, Imagen, Midjourney a DALL-E
- Generátory pro převod textu na video, jako je Sora od OpenAi, Veo od Google, Midjourney V1 od Midjourney[5], OmniHuman a Seedance (2025) od ByteDance.

Generativní modely umělé inteligence vyvinuly společnosti jako OpenAI, Anthropic, Microsoft, Google a Baidu a také řada menších firem.